# Pont-écluse sud du couronné de Yutz
Le pont-écluse sud du couronné de Yutz est un pont français du département de la Moselle, situé sur un bras artificiel de la rivière du même nom. Il fait partie du territoire communal de Thionville et est classé aux monuments historiques depuis 1984.

## Toponymie
Ce pont est connu sous d'autres appellations, soit : pont Cormontaigne et pont-écluse de l'entrée des eaux. Ou plus simplement pont-écluse Sud.
Il est classé aux monuments historiques sous le nom de Pont-écluse Sud du Couronné de Yutz, depuis le 21 décembre 1984.

## Histoire
Conçu par Louis de Cormontaigne, le pont est construit entre 1746 et 1752. Son homologue situé plus au nord n'est, en 2016, administrativement pas protégé et dans un état plutôt délabré.